# Niels Albert
Niels Albert (Bonheiden, 5 febbraio 1986) è un dirigente sportivo, ex ciclocrossista e ciclista su strada belga.
È stato campione del mondo di ciclocross nel 2009 a Hoogerheide e nel 2012 a Koksijde; nella medesima specialità si è aggiudicato la coppa del mondo negli anni 2011 e 2013. Nel maggio 2014 è stato costretto ad abbandonare l'attività agonistica a causa di un'aritmia cardiaca: ha così intrapreso l'attività di direttore sportivo.

## Palmarès

### Cross
- 2003-2004 (Juniors)

Campionati del mondo, Prova Juniores
Azencross Juniors
- 2004-2005

Grand Prix Julien Cajot (Leudelange)
Cyclo-Cross International de Beuvry (Beuvry)
- 2005-2006

Campionati europei, Prova Under-23
Azencross Under-23
- 2006-2007

Grote Prijs Neerpelt (Neerpelt)
Campionati europei, Prova Under-23
Azencross, 5ª prova Gazet van Antwerpen Trofee (Loenhout)
Scheldecross (Anversa)
Internationale Sluitingsprijs, 8ª prova Gazet van Antwerpen Trofee (Oostmalle)
- 2007-2008

Dudzele Cross (Dudzele)
Steenbergcross (Erpe-Mere)
Kermiscross (Ardooie)
Campionati europei, Prova Under-23
Cyclocross Gieten, 4ª prova Superprestige (Gieten)
Campionati del mondo, Prova Under-23
Augustijn Parkcross (Maldegem)
Krawatencross, 7ª prova Gazet van Antwerpen Trofee (Lille)
Vlaamse Aardbeiencross, 7ª prova Superprestige (Hoogstraten)
Cyclocross Vorselaar, 8ª prova Superprestige (Vorselaar)
Internationale Sluitingsprijs, 8ª prova Gazet van Antwerpen Trofee (Oostmalle)
- 2008-2009

Steenbergcross (Erpe-Mere)
Herdenkingscross Etienne Bleukx (Zonhoven)
Kermiscross (Ardooie)
Velká Cena Města Tábora, 2ª prova Coppa del mondo (Tábor)
Internationale Cyclocross Veghel-Eerde, 2ª prova Superprestige (Eerde-Veghel)
Witloofveldrit (Vossem)
Weversmisdagcross (Otegem)
Campionati del mondo, Prova Elite
Krawatencross, 7ª prova Gazet van Antwerpen Trofee (Lille)
Grote Prijs Stad Eeklo (Eeklo)
Flanders Indoor Cyclocross (Hasselt)
- 2009-2010

Steenbergcross (Erpe-Mere)
Grote Prijs Neerpelt (Neerpelt)
Ciclocross di Treviso, 1ª prova Coppa del mondo (Treviso)
Houtlandcross (Eernegem)
Cyclo-Cross de la Citadelle, 1ª prova Gazet van Antwerpen Trofee (Namur)
Kermiscross (Ardooie)
Cyklokros Plzeň, 2ª prova Coppa del mondo (Plzeň)
Vlaamse Aardbeiencross, 2ª prova Superprestige (Hoogstraten)
Cyclo-Cross International de Nommay, 3ª prova Coppa del mondo (Nommay)
Grand Prix de la Région Wallonne (Dottignies)
Cyclocross Gavere, 3ª prova Superprestige (Asper-Gavere)
Grand Prix Rouwmoer, 4ª prova Gazet van Antwerpen Trofee (Essen)
Vlaamse Druivenveldrit (Overijse)
Cyclocross Diegem, 6ª prova Superprestige (Diegem)
Grote Prijs Adrie van der Poel, 9ª prova Coppa del mondo (Hoogerheide)
Augustijn Parkcross (Maldegem)
- 2010-2011

Duinencross, 3ª prova Coppa del mondo (Koksijde)
Ziklokross Igorre, 4ª prova Coppa del mondo (Igorre)
Cyclocross Diegem, 6ª prova Superprestige (Diegem)
Azencross, 5ª prova Gazet van Antwerpen Trofee (Loenhout)
Vlaamse Witloof Veldrit (Tervuren)
Campionati belgi, Prova Elite
Grote Prijs Adrie van der Poel, 8ª prova Coppa del mondo (Hoogerheide)
Coppa del mondo
Internationale Sluitingsprijs, 8ª prova Gazet van Antwerpen Trofee (Oostmalle)
- 2011-2012

Vlaamse Industrieprijs Bosduin (Kalmthout)
Cyclocross Ruddervoorde, 1ª prova Superprestige (Ruddervoorde)
Herdenkingscross Etienne Bleukx, 2ª prova Superprestige (Zonhoven)
Grand Prix de la Région Wallonne (Dottignies)
Cyclocross Diegem, 6ª prova Superprestige (Diegem)
Azencross, 5ª prova Gazet van Antwerpen Trofee (Loenhout)
Campionati del mondo, Prova Elite
Internationale Sluitingsprijs, 8ª prova Gazet van Antwerpen Trofee (Oostmalle)
- 2012-2013

Grote Prijs Mario De Clercq, 1ª prova Bpost Bank Trofee (Ronse)
Cyklokros Plzeň, 2ª prova Coppa del mondo (Plzeň)
Grand Prix de la Région Wallonne (Dottignies)
Jaarmarktcross Niel (Niel)
Cyclocross Leuven (Lovanio)
Azencross, 5ª prova Bpost Bank Trofee (Loenhout)
Cyclocross Diegem, 6ª prova Superprestige (Diegem)
Classifica finale Coppa del mondo
Cincinnati Kings International (Cincinnati)
Krawatencross, 7ª prova Bpost Bank Trofee (Lille)
Cyclocross Heerlen (Heerlen)
Internationale Sluitingsprijs, 8ª prova Bpost Bank Trofee (Oostmalle)
- 2013-2014

Steenbergcross (Erpe-Mere)
Grote Prijs Neerpelt (Neerpelt)
Bollekescross, 3ª prova Superprestige (Hamme-Zogge)
Duinencross, 3ª prova Coppa del mondo (Koksijde)
Cyclocross Gieten, 5ª prova Superprestige (Gieten)
Scheldecross (Anversa)
Grote Prijs De Ster (Sint-Niklaas)
Memorial Romano Scotti, 6ª prova Coppa del mondo (Roma)
Internationale Sluitingsprijs, 8ª prova Bpost Bank Trofee (Oostmalle)

### Strada
- 2009

Prologo Boucles de la Mayenne
2ª tappa Tour Alsace
5ª tappa Tour Alsace
1ª tappa Mi-Août Bretonne
- 2010

6ª tappa Circuito Montañés
- 2011

2ª tappa Tour Alsace

## Piazzamenti

### Competizioni mondiali
- Coppa del mondo di ciclocross

2008-2009: 6º
2009-2010: 2º
2010-2011: vincitore
2011-2012: 10º
2012-2013: vincitore
2013-2014: 2º
- Campionati del mondo di cross

Monopoli 2003 - Juniores: 7º
Pontchâteau 2004 - Juniores: vincitore
St. Wendel 2005 - Under-23: 5º
Zeddam 2006 - Under-23: 3º
Hooglede 2007 - Under-23: 2º
Treviso 2008 - Under-23: vincitore
Hoogerheide 2009: vincitore
Tábor 2010: ritirato
St. Wendel 2011: 24º
Koksijde 2012: vincitore
Louisville 2013: 8º
Hoogerheide 2014: 20º